# Saint-Germain-du-Plain
Saint-Germain-du-Plain [sɛ̃ ʒɛʁmɛ̃ dy plɛ̃] ist eine französische Kleinstadt mit 2.346 Einwohnern (Stand: 1. Januar 2022) im Département Saône-et-Loire in der Region Bourgogne-Franche-Comté. Die Gemeinde gehört zum Arrondissement Louhans und zum Kanton Ouroux-sur-Saône (bis 2015 im aufgelösten Kanton Saint-Germain-du-Plain). Die Einwohner der Gemeinde werden San-Germinois, resp. San-Germinoises genannt.

## Geografie

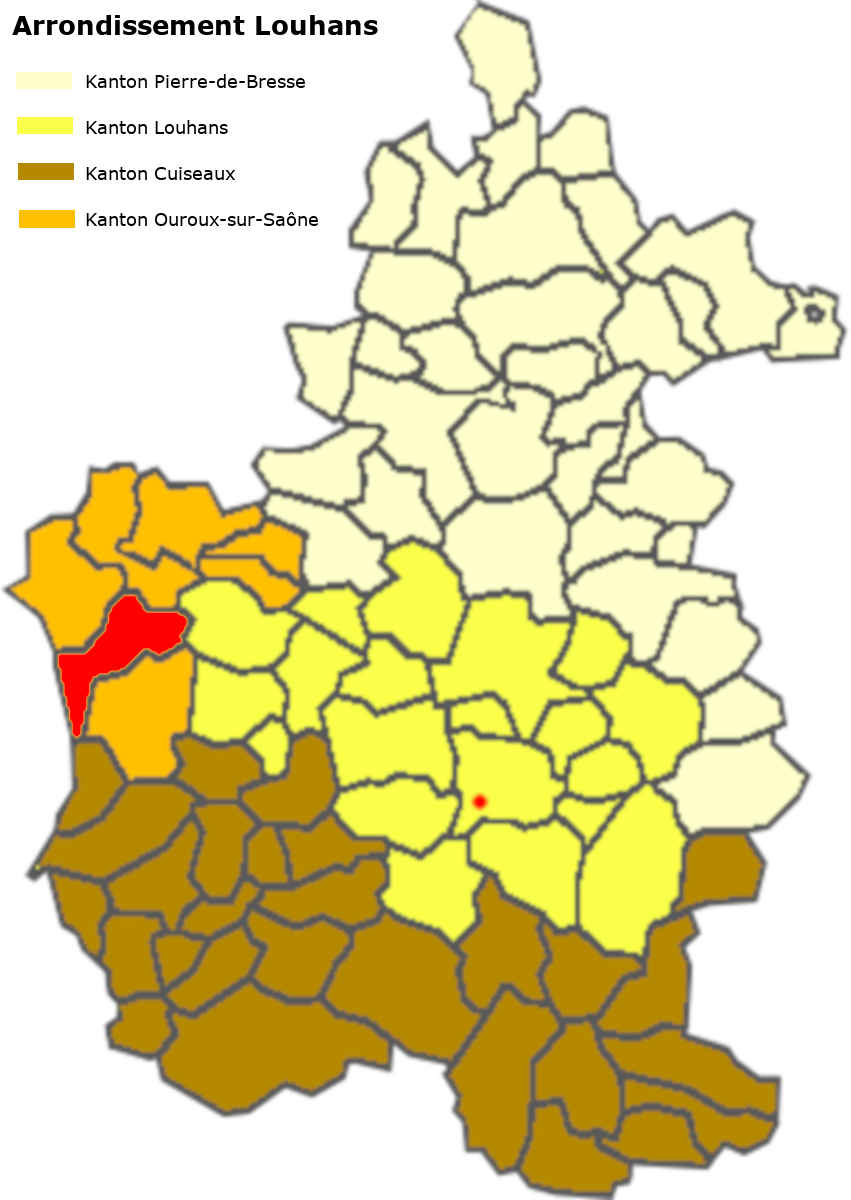
Lage der Gemeinde im Arrondissement Louhans

Saint-Germain-du-Plain liegt in der Landschaft der Bresse im äußersten Westen des Arrondissements Louhans, die westlichsten Gemeindegebiete liegen an der Saône und werden westlich der Route de Cuisery zum Vallée de la Saône gezählt.
Der Bourg und seine nähere Umgebung umfassen die hauptsächlichen Siedlungsgebiete der Gemeinde, der Westteil entlang der Saône ist nahezu siedlungsfrei, lediglich der Weiler Thorey ist erwähnenswert. Das Gemeindegebiet ist nahezu unbewaldet, lediglich im Norden sind einige größere, zusammenhängende Waldflächen zu finden. Etwa ein Drittel der Gemeindefläche ist Überschwemmungsgebiet, d. h. bei starken Regenfällen wird das Wasser der Flüsse gepoldert.
Im nördlichen Gemeindegebiet münden verschiedene Biefs in das Flüsschen Noue. Dieses wird zusätzlich gespeist von der Goutte, die parallel zur Saône verläuft. Etwa in der Mitte des Gemeindegebiets verläuft in Nord-Süd-Richtung der Fluss Tenarre, der im südlichsten Gemeindegebiet stark mäandrierend nach Westen in die Saône mündet. Die Tenarre bildet über weite Teile die Gemeindegrenze und nimmt knapp vor der Mündung auch noch die Noue auf.
Westlich des Bourg führt die Departementsstraße D933, die frühere Route nationale 433 durch das Gemeindegebiet nach Süden und heißt hier Route de Cuisery. Durch den Bourg nach Osten verbindet die Departementsstraße D978 diesen mit Saint-Étienne-en-Bresse und führt letztlich nach Louhans.
In der Gemeinde befinden sich folgende Weiler und Fluren: la Basse-Cour, les Beys, le Boidon, les Boulets, la Carette, Champ-de-Foire, le Champ-Richard, Chirey, les Cochons, Couhin, la Croix-Blanche, la Forêt, Grand-Limon, Grand-Saint-Germain, la Grange-Ponsard, les Jacots, les Lordons, le Magazin, la Marosse, Maucrots, Meillenot, le Meugnat, Moulin-Moine, le Nassey, les Oudots, le Pavillon, les Pelletiers, Perrousieau, Petit-Limon, le Plâtre, Porcheran, Port-de-Thorey, le Poutot, Thorey, les Tilles, la Tour, les Trefforts, la Tuilerie, les Vernes.

### Klima
Das Klima in Saint-Germain-du-Plain ist warm und gemäßigt. Es gibt das ganze Jahr über deutliche Niederschläge, selbst der trockenste Monat weist noch hohe Niederschlagsmengen auf. Die Klassifikation des Klimas nach Köppen und Geiger ist Cfb ((Gemäßigtes) Ozeanklima). Die Temperatur liegt im Jahresdurchschnitt bei 12,0 °C. Der wärmste Monat ist der Juli mit einer Durchschnittstemperatur von 21,1 °C, der kälteste der Januar mit 3,3 °C. Über ein Jahr verteilt summieren sich die Niederschläge auf 1055 mm, dabei ist der November mit 113 mm der niederschlagsreichste, während März als trockenster Monat 73 mm aufweist. Über das ganze Jahr werden etwa 2700 Sonnenstunden gezählt.
|                        | Jan | Feb | Mär  | Apr  | Mai  | Jun  | Jul  | Aug  | Sep  | Okt  | Nov  | Dez |   |      |
| Mittl. Temperatur (°C) | 3,3 | 3,9 | 7,5  | 11,2 | 15,0 | 19,1 | 21,1 | 20,7 | 17,0 | 12,9 | 7,4  | 4,1 | ⌀ | 12   |
| Mittl. Tagesmax. (°C)  | 6,2 | 7,7 | 12,0 | 15,8 | 19,4 | 23,8 | 25,8 | 25,5 | 21,5 | 16,9 | 10,5 | 6,9 | ⌀ | 16   |
| Mittl. Tagesmin. (°C)  | 0,6 | 0,6 | 3,2  | 6,3  | 10,2 | 14,1 | 16,1 | 15,8 | 12,7 | 9,2  | 4,4  | 1,5 | ⌀ | 7,9  |
|                        |     |     |      |      |      |      |      |      |      |      |      |     |   |      |
| Niederschlag (mm)      | 89  | 75  | 73   | 88   | 96   | 78   | 75   | 79   | 88   | 103  | 113  | 98  | Σ | 1055 |

| 0,6 |

| 0,6 |

| 3,2 |

| 6,3 |

| 10,2 |

| 14,1 |

| 16,1 |

| 15,8 |

| 12,7 |

| 9,2 |

| 4,4 |

| 1,5 |

| 0,6 |

| 0,6 |

| 3,2 |

| 6,3 |

| 10,2 |

| 14,1 |

| 16,1 |

| 15,8 |

| 12,7 |

| 9,2 |

| 4,4 |

| 1,5 |

## Toponymie
Der Ort wird erstmals 1090 in den Büchern des Klosters Saint-Marcel erwähnt als Sanctus Germanicus. Später erhält der Ort den Zusatz in Brixia, der im 13. Jahrhundert immer ieder auftaucht. Gleichzeitig taucht aber auch der Zusatz Plano auf, der ab dem 14. Jahrhundert erhalten bleibt. Als Folge der Revolution und der damit verbundenen Säkularisierung werden Gemeinden mit Heiligennamen im Allgemeinen umbenannt. Saint-Germain-du-Plain heißt fortan Le Pelletier-du-Plain, was soviel bedeutet wie der Pelzhändler der Ebene. Ob damit Bezug genommen wird auf den Handel, der im Hafen von Thorey blühte, ist nicht bekannt, zumal jener Weiler den Namen Thorey-sur-Saône trug. 1801 wird die Gemeinde wieder zurückbenannt in die heutige Bezeichnung.
Der Weiler Thorey hat ebenfalls eine alte Geschichte, offensichtlich bestand er schon zu gallo-römischer Zeit. Der Name lautete damals Tauriacus, was darauf hindeutet, dass es sich um den Besitz eines Taurius o. ä. handelte.

## Geschichte
Vom Weiler Velard in Ouroux-sur-Saône zweigte eine Römerstraße ab, führte nach Süden, nach Thorey und weiter bis Ormes (Saône-et-Loire). Eine zweite, wichtigere Römerstraße verband Chalon-sur-Saône mit Louhans und führte durch den Bourg. Heute handelt es sich dabei um die Départementsstraße D978. Südlich dieser Straße bestand 1150 ein Sancto Germano de Plano, das der Propsteifamilie von Saint-Marcel gehörte. Im 12. Jahrhundert wird nördlich des Bourg ein Schloss erbaut, das aber bereits 1380 geschleift wird.
Im 15. Jahrhundert wird die erste Mühle in Nassey erbaut, Ende des 18. Jahrhunderts diejenige am Étang de Saint-Germain. 1830 wurde das Schloss im Bourg im Empire-Stil durch eine Weinhändlerfamilie von Beaune erbaut. Der Hafen von Thorey war Fischereihafen und wichtiger Handelsplatz. Dort bestand auch eine Ziegelei, von der noch Teile des Ofens aus Stein und Lehmziegeln bestehen. Im Weiler la Tuilerie bestand eine weitere Ziegelei, die bis Ende des 19. Jahrhunderts in Betrieb war. 1838 bestanden 3 Getreidemühlen, eine Ölmühle, eine Ziegelei und eine Kalkbrennerei.
Die Kirche datiert von 1778, sie wird im 19. Jahrhundert stark verändert. Während der Bauarbeiten wird eine Scheune in les Jacots als Kapelle genutzt. Die damaligen Rundbogenöffnungen sind noch an der Fassade eines Bauernhauses entlang der D978 zu sehen. Die heutige Kirche enthält noch ein Stück des Epitaph aus weißem Marmor des Bischofs Jamblichus aus dem 5. Jahrhundert. Das Pfarrhaus datiert von 1885.
1871 wird die Eisenbahnlinie von Chalon-sur-Saône nach Lons-le-Saunier erbaut, 1878 diejenige zwischen Chalon-sur-Saône und Bourg-en-Bresse. Die beiden Linien teilten sich in Saint-Germain-du-Plain.

## Bevölkerung
| Saint-Germain-du-Plain: Einwohnerzahlen von 1793 bis 2020 | Saint-Germain-du-Plain: Einwohnerzahlen von 1793 bis 2020 | Saint-Germain-du-Plain: Einwohnerzahlen von 1793 bis 2020 | Saint-Germain-du-Plain: Einwohnerzahlen von 1793 bis 2020 | Saint-Germain-du-Plain: Einwohnerzahlen von 1793 bis 2020 |
| --- | --------------------------------------------------------- | --------------------------------------------------------- | --------------------------------------------------------- | --------------------------------------------------------- |
| Jahr |                                                           |                                                           |                                                           | Einwohner                                                 |
| 1793 | 1793                                                      |                                                           | 1.430                                                     | 1.430                                                     |
| 1800 | 1800                                                      |                                                           | 1.229                                                     | 1.229                                                     |
| 1806 | 1806                                                      |                                                           | 1.392                                                     | 1.392                                                     |
| 1821 | 1821                                                      |                                                           | 1.341                                                     | 1.341                                                     |
| 1831 | 1831                                                      |                                                           | 1.363                                                     | 1.363                                                     |
| 1836 | 1836                                                      |                                                           | 1.390                                                     | 1.390                                                     |
| 1841 | 1841                                                      |                                                           | 1.400                                                     | 1.400                                                     |
| 1846 | 1846                                                      |                                                           | 1.465                                                     | 1.465                                                     |
| 1851 | 1851                                                      |                                                           | 1.557                                                     | 1.557                                                     |
| 1856 | 1856                                                      |                                                           | 1.543                                                     | 1.543                                                     |
| 1861 | 1861                                                      |                                                           | 1.573                                                     | 1.573                                                     |
| 1866 | 1866                                                      |                                                           | 1.610                                                     | 1.610                                                     |
| 1872 | 1872                                                      |                                                           | 1.563                                                     | 1.563                                                     |
| 1876 | 1876                                                      |                                                           | 1.558                                                     | 1.558                                                     |
| 1881 | 1881                                                      |                                                           | 1.644                                                     | 1.644                                                     |
| 1886 | 1886                                                      |                                                           | 1.700                                                     | 1.700                                                     |
| 1891 | 1891                                                      |                                                           | 1.656                                                     | 1.656                                                     |
| 1896 | 1896                                                      |                                                           | 1.584                                                     | 1.584                                                     |
| 1901 | 1901                                                      |                                                           | 1.526                                                     | 1.526                                                     |
| 1906 | 1906                                                      |                                                           | 1.508                                                     | 1.508                                                     |
| 1911 | 1911                                                      |                                                           | 1.538                                                     | 1.538                                                     |
| 1921 | 1921                                                      |                                                           | 1.332                                                     | 1.332                                                     |
| 1926 | 1926                                                      |                                                           | 1.318                                                     | 1.318                                                     |
| 1931 | 1931                                                      |                                                           | 1.231                                                     | 1.231                                                     |
| 1936 | 1936                                                      |                                                           | 1.181                                                     | 1.181                                                     |
| 1946 | 1946                                                      |                                                           | 1.134                                                     | 1.134                                                     |
| 1954 | 1954                                                      |                                                           | 1.071                                                     | 1.071                                                     |
| 1962 | 1962                                                      |                                                           | 1.037                                                     | 1.037                                                     |
| 1968 | 1968                                                      |                                                           | 1.174                                                     | 1.174                                                     |
| 1975 | 1975                                                      |                                                           | 1.368                                                     | 1.368                                                     |
| 1982 | 1982                                                      |                                                           | 1.598                                                     | 1.598                                                     |
| 1990 | 1990                                                      |                                                           | 1.698                                                     | 1.698                                                     |
| 1999 | 1999                                                      |                                                           | 1.804                                                     | 1.804                                                     |
| 2009 | 2009                                                      |                                                           | 2.167                                                     | 2.167                                                     |
| 2014 | 2014                                                      |                                                           | 2.214                                                     | 2.214                                                     |
| 2020 | 2020                                                      |                                                           | 2.313                                                     | 2.313                                                     |
| Quelle(n): EHESS/Cassini bis 2006, ab 2009 INSEE Anmerkung(en): • Ab 1962 offizielle Zahlen ohne Einwohner mit Zweitwohnsitz • Höchste Einwohnerzahl 2020 mit 2313, tiefste Einwohnerzahl 1962 mit 1037 (44,8 % vom Maximum) |                                                           |                                                           |                                                           |                                                           |

| Bevölkerungsstruktur | Anzahl Einwohner | männlich | weiblich | davon Ausländer | Anteil % |
| -------------------- | ---------------- | -------- | -------- | --------------- | -------- |
|                      | 2329             | 1097     | 1232     | 8               | 0,3      |

| Männer | Alterstufe | Frauen |
| ------ | ---------- | ------ |
| 13     | 90 + älter | 47     |
| 104    | 75–89      | 154    |
| 212    | 60–74      | 220    |
| 235    | 45–59      | 235    |
| 190    | 30–44      | 217    |
| 153    | 15–29      | 144    |
| 190    | 0–14       | 215    |

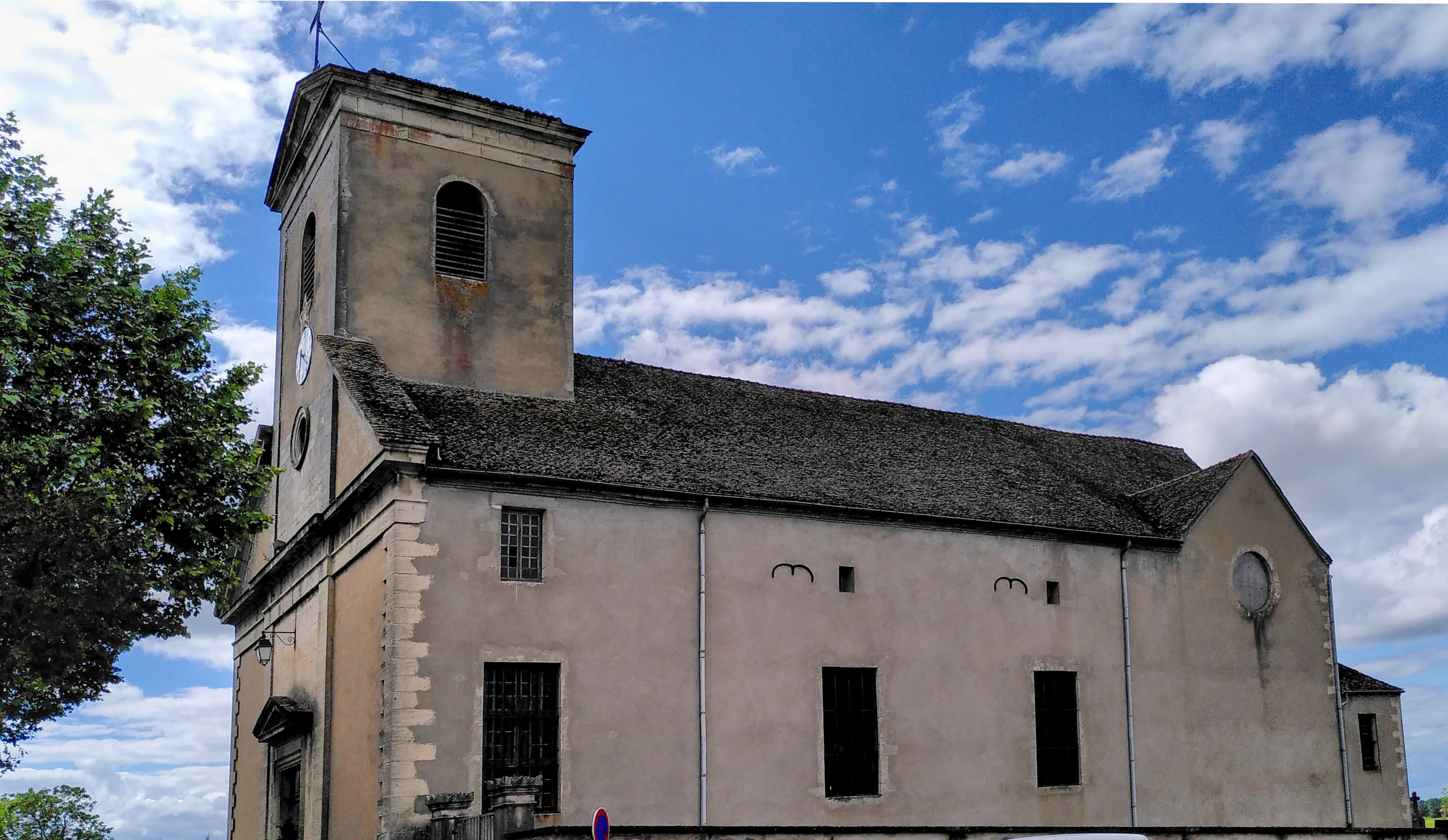
Kirche Saint-Germain

Die Bevölkerungsstruktur zwischen Männern und Frauen weist einen Überhang zugunsten der Frauen auf, diese machen 52,9 % der Bevölkerung aus. Dabei sind 47 % der Bevölkerung jünger als 45 Jahre. Die Gruppe der unter 15-Jährigen macht 17,4 % der Bevölkerung aus. Demgegenüber sind 32 % der Einwohner älter als 60 Jahre und damit im Rentenalter. Diese Struktur dürfte auf die Tatsache zurückzuführen sein, dass seit 1999 dank einer regen Bautätigkeit die Wohneinheiten um 38 % zugenommen haben. Dadurch dürfte ein verstärkter Zuzug von jungen Familien mit Kindern erfolgt sein.
| Wohnstruktur               | Anzahl Wohneinheiten | davon Häuser | Wohnungen | sonstige |
| -------------------------- | -------------------- | ------------ | --------- | -------- |
|                            | 1063                 | 838          | 124       | 1        |
| davon Hauptwohnsitz        | 969                  |              |           |          |
| Zweit- oder Ferienwohnsitz | 40                   |              |           |          |
| vakant                     | 54                   |              |           |          |

## Wirtschaft und Infrastruktur

### Unternehmen, Betriebe, Ladengeschäfte und Einrichtungen
In der Gemeinde gibt es nebst Kirche und Mairie (Gemeindehaus) folgende Unternehmen nach Branchen:
| Branche                                                           | Anzahl Betriebe |
| ----------------------------------------------------------------- | --------------- |
| Industrie und verarbeitendes Gewerbe                              | 14              |
| Baugewerbe                                                        | 12              |
| Groß- und Einzelhandel, Verkehr, Beherbergung und Gastronomie     | 39              |
| Information und Kommunikation                                     | 2               |
| Finanz- und Versicherungsdienstleistungen                         | 6               |
| Grundstücks- und Wohnungswesen                                    | 11              |
| Freiberufliche, wissenschaftliche und technische Dienstleistungen | 21              |
| Öffentliche Verwaltung, Unterricht, Gesundheits- und Sozialwesen  | 23              |
| Sonstige Dienstleistungen                                         | 15              |
| Land- und Forstwirtschaftsbetriebe                                | 9               |

In der Gemeinde befinden sich alle Unternehmen und Ladengeschäfte, die in einer Kleinstadt notwendig sind. Sowohl im sportlichen, medizinischen, gastronomischen und öffentlichen Bereich sind mehr oder weniger alle gängigen Einrichtungen zu finden. Das Städtchen bietet lediglich im touristischen Bereich wenig, es sind lediglich sechs Restaurants vorhanden.

### Geschützte Produkte in der Gemeinde
Als AOC-Produkte sind in Saint-Germain-du-Plain Volaille de Bresse und Dinde de Bresse zugelassen.

### Bildungseinrichtungen
In der Gemeinde bestehen folgende Bildungseinrichtungen:
- eine École maternelle, die von 89 Schülern besucht wird,
- eine École primaire (École maternelle und École élémentaire), die von 158 Schülern besucht wird,
- ein Collège Les Chênes Rouges

und alle der Académie de Dijon unterstehen. Für die Schule gilt der Ferienplan der Zone A.

## Sehenswürdigkeiten
- Platz vor dem Rathaus
- Schloss Saint-Germain-du-Plain